# إبراهيم إدريس
إبراهيم إدريس (بالإنجليزية: Ibrahim Idris)‏ هو سياسي نيجيري، ولد في 6 أبريل 1949. حزبياً، نشط في حزب الشعب الديمقراطي. وقد انتخب Governor of Kogi State ‏ وانتخب List of governors of Kogi State ‏.